# 구자홍
구자홍(具滋洪, 1946년 12월 11일~2022년 2월 11일)은 대한민국의 기업인이다. LS그룹 초대 회장이다.

## 경력
- 1973.09 반도상사 사업부 수입과
- 1979.07 반도상사 홍콩지사 부장
- 1983.02 럭키금성상사 싱가폴지사 본부장
- 1988.03 금성사 해외사업본부 전무이사
- 1991.03 금성사 대표이사 부사장
- 1995.01 LG전자 대표이사 사장
- 1999.01 LG전자 대표이사 부회장
- 2002.12 LG전자 대표이사 회장
- 2004.01 LS전선 회장
- 2004.01 LS전선 의사회 의장
- 2004.01 LS산전 회장
- 2008.07~2013.01 LS그룹 회장
- 2013.01~2015.03 LS미래원 회장
- 2015.04~2022.02 LS-Nikko 동제련 회장
- 2015.04 한국비철금속협회 회장

## 가족 관계
- 할아버지 구재서(具再書)
- 할어머니 진양 하씨(晉陽 河氏)
  - 백부 구인회(1907년~1969년)
  - 아버지 구태회(1923년~2016년)
  - 어머니 최무(1922년~2012년) 
    - 누님: 구근희(1943년~)
    - 아내 지순혜(1945년~)
      - 장녀 구진희(1977년~)
      - 장남 구본웅(1979년~)

    - 여동생 구혜정(1948년~)
    - 남동생 구자엽(1950년~)
    - 제수씨 김태향(1950년~2012년 )
      - 조카 구은희(1976년~)
      - 조카 구본규(1979년~)

    - 남동생 구자명(1952년~2014년)
    - 제수씨 조미연(1952년~)
      - 조카 구본혁(1976년~)
      - 조카 구윤희(1982년~)

    - 남동생 구자철(1956년~)
    - 제수씨 홍정원(1955년~)
      - 조카 구원희(1980년~)
      - 조카 구본권(1984년~)

  - 숙부 구평회(1926년~2012년)
  - 숙모 문남
  - 숙부 구두회(1928년~2011년)
  - 숙모 유한선